# Potok Suchy
Potok Suchy – potok, prawy dopływ Romanki o długości 2,58 km i powierzchni zlewni 3,65 km². 
Źródła potoku znajdują się na wysokości około 860 m na południowo-zachodnich stokach Skały (946 m) w Grupie Lipowskiego Wierchu i Romanki w Beskidzie Zywieckim. Spływa w południowo-zachodnim kierunku doliną, której zbocza z jednej strony tworzy grzbiet Abrahamowa, z drugiej Suchego Gronia. Zasilany jest bardzo gęstą siecią cieków spływających z obydwu tych zboczy. Na wysokości około 600 m uchodzi do potoku Romanka.
Zlewnia Potoku Suchego znajduje się w obrębie miejscowości Żabnica. Wzdłuż dolnej części potoku prowadzi droga, a nią znakowany, czarny szlak turystyki pieszej z Żabnicy-Skałki do schroniska „Słowianka” z czasem przejścia: 1.05 h, 50 min.